# Leonhard Murr
Leonhard Murr (* 22. August 1896 in Moosbach; † 2. Oktober 1967 ebenda) war ein deutscher Politiker der FDP.

## Leben und Beruf
Murr, der evangelischen Glaubens war, stammte aus einer Bauernfamilie, die im 17. Jahrhundert aus Österreich nach Mittelfranken eingewandert war und seither den Widdumhof in Moosbach bewirtschaftete. Nach dem Besuch der Volksschule absolvierte er eine Ausbildung auf der Landwirtschaftsschule. Von 1915 bis 1918 nahm er als Soldat am Ersten Weltkrieg teil. Anschließend war er in der Landwirtschaft tätig. 1924 übernahm er den elterlichen Widdumhof, der inzwischen ein Lehrbetrieb für land- und hauswirtschaftliche Lehrlinge geworden war. Heute ist der Hof einer der großen Kartoffelsaatzuchtbetriebe.
Murr war Kreisobmann im Bayerischen Bauernverband für den Landkreis Ansbach.

## Partei
Murr war zum 1. August 1935 der NSDAP beigetreten (Mitgliedsnummer 3.691.087). Er schloss sich nach dem Zweiten Weltkrieg der FDP Bayern an und wurde stellvertretender Vorsitzender des Kreisverbandes Ansbach Stadt und Land. Außerdem gehörte er dem Bezirksvorstand für Mittelfranken an.

## Abgeordneter
Murr gehörte von 1957 bis 1965 dem Deutschen Bundestag an.